# Boulevard des Récollets
Pour les articles homonymes, voir Rue des Récollets.
Le boulevard des Récollets (en occitan : baloard dels Recollectes) est une voie de Toulouse, chef-lieu de la région Occitanie, dans le Midi de la France.

## Situation et accès

### Description
Le boulevard des Récollets est une voie publique. Il sépare le quartier Saint-Michel, au nord, des quartiers Saint-Agne et Empalot, au sud, tous trois dans le secteur 5 - Sud-Est.

### Voies rencontrées
Le boulevard rencontre les voies suivantes, d'ouest en est (« g » indique que la rue se situe à gauche, « d » à droite) :
1. Pont de Garigliano
2. Boulevard du Maréchal-Juin (g)
3. Avenue du Maréchal-de-Lattre-de-Tassigny (d)
4. Rampe du Belvédère (g)
5. Allée Madeleine-Pauliac (d)
6. Avenue Jean-Moulin (d)
7. Rue des Saules (g)
8. Allée Federica-Montseny (d)
9. Rue Achille-Viadieu (g)
10. Rue du Férétra (d)
11. Rue Jules-Massenet (d)
12. Rue de Saint-Lys (d)
13. Grande-rue Saint-Michel (g)
14. Avenue de l'U.R.S.S. (d)

### Transports
Les lignes de Linéo L4L5 desservent le boulevard des Récollets dans son intégralité, ainsi que les lignes de bus 34152. De plus, la station de métro Saint-Michel — Marcel Langer de la ligne  de métro, sur  la grande-rue Saint-Michel, est située à proximité directe du boulevard. Les stations Empalot et Saint-Agne – SNCF de la même ligne en sont également assez proches.

## Odonymie
Le boulevard tient son nom des religieux récollets, issus d'une réforme de l'ordre des Frères mineurs – les franciscains ou « cordeliers » – au XVIe siècle. En 1583, plusieurs religieux du grand couvent des franciscains de Toulouse (emplacement de l'actuel no 1 rue du Collège-de-Foix) se regroupent et obtiennent en 1601, par un bref papal, de s'installer dans l'ancien couvent de l'Observance, où ils restent jusqu'à leur dispersion, au début de la Révolution française.
À l'époque moderne, la partie est de l'actuel boulevard, de la rue du Férétra à la grande-rue Saint-Michel, n'est qu'un chemin sans nom, parfois désigné comme le chemin de l'Observance à la Maladrerie, ou encore de l'Observance au Grand Chemin. Au milieu du XIXe siècle, comme la barrière de l'octroi est placée le long des deux chemins, ils deviennent ensemble le chemin de ronde de la barrière de Montpellier aux Récollets. C'est finalement en 1902 que le conseil municipal lui donne définitivement le nom de boulevard des Récollets.

## Patrimoine et lieux d'intérêt

### Église Sainte-Marie-des-Anges
Inscrit MH (1956),,.

### Immeubles et maisons
- no  11 : immeuble le Belvédère (1968, Paul Gardia, Maurice Zavagno et Fabien Castaing)[5],[6].

- no  34 : HBM du Parc du Calvaire.
La cité HBM du Parc du Calvaire, de style Art déco, est construite entre 1926 et 1929 par les Charpentiers toulousains, sur les plans de l'architecte de la ville, Jean Montariol. Elle s'organise entre la rue du Férétra, où se trouve l'entrée principale (actuels no 159-165), l'allée Federica-Montseny (actuel no 2) et le boulevard des Récollets[7],[8].

- no  35 : résidence les Récollets (1973, Maurice Zavagno)[1],[9].

- no  39 : immeuble Bel Horizon.
L'immeuble, de style moderne, est construit entre 1963 et 1965 sur les plans des architectes Robert Armandary et Raymond Chini, pour le compte de la SCI Bel Horizon. Il s'élève à l'angle de la rue Achille-Viadieu et, par sa position et sa grande hauteur, il domine le carrefour. Il est prévu la réalisation de 42 appartements, 3 boutiques et des garages en sous-sol. En 1967, une station-service est aménagée en rez-de-chaussée, amenant la mise en place d'un auvent en façade en 1979, finalement démonté après la fermeture de la station-service en 2009[10].

- no  60 : résidence le Périgord (1982)[11],[12].
L'immeuble abrite la fédération départementale du parti Europe Écologie Les Verts.